# Kanton Noyers
Kanton Noyers byl francouzský kanton v departementu Yonne v regionu Burgundsko. Jeho střediskem byla obec Noyers. Skládal se z 15 obcí. Zrušen byl po reformě kantonů 2014.

## Složení kantonu
| Obec                  | Počet obyvatel (2008) | PSČ   | INSEE |
| --------------------- | --------------------- | ----- | ----- |
| Annay-sur-Serein      | 244                   | 89310 | 89010 |
| Censy                 | 56                    | 89310 | 89064 |
| Châtel-Gérard         | 255                   | 89310 | 89092 |
| Étivey                | 238                   | 89310 | 89161 |
| Fresnes               | 74                    | 89310 | 89183 |
| Grimault              | 121                   | 89310 | 89194 |
| Jouancy               | 34                    | 89310 | 89207 |
| Môlay                 | 116                   | 89310 | 89259 |
| Moulins-en-Tonnerrois | 113                   | 89310 | 89271 |
| Nitry                 | 389                   | 89310 | 89277 |
| Noyers                | 715                   | 89310 | 89279 |
| Pasilly               | 50                    | 89310 | 89290 |
| Poilly-sur-Serein     | 275                   | 89310 | 89303 |
| Sainte-Vertu          | 106                   | 89310 | 89371 |
| Sarry                 | 173                   | 89310 | 89376 |